# Список персонажів «Хеллсінг»
Це список персонажів аніме та манґи «Hellsing»

## "Геллсінґ" Королівський орден протестантських лицарів

Алукард

Серас Вікторія

### Алукард
Алукард (яп. アーカード) — наймогутнішим вояк в організації Геллсінґ (і, можливо, у всьому світі). Один з прадавніх вампірів.
П'ятсот сорок років тому був переможений Абрагамом Ван Геллсінґом, що наклав на нього Печатку Кромвеля, яка обмежує сили вампіра, тому вимушений служити сім'ї Геллсінґів.
Вельми самолюбний, а оскільки він практично невразливий, дуже егоїстичний. Він часто принижує людей з будь-якої причини та навіть за її відсутності. У запалі битви, Алукард навмисно обмежує себе, даючи ворогові відчуття переваги, тільки для того, щоб потім граючи взяти гору.
Алукард демонструє, в різних утіленнях, вражальний і приголомшливий арсенал надздібностей (дехто з критиків відзначає, що персонаж навіть замогутній).
Ім'я «Алукард» є анаграмою — зворотним написанням імені «Дракула».
Сейю: Дзоудзі Наката

### Серас Вікторія
Серас Вікторія (яп. セラス・ヴィクトリア) — молода дівчина, працювала в поліції.
Батьків убили вампіри на очах у Серас. Згодом вона вилюдніла в притулку, мріючи піти шляхом батька, ставши поліціянткою. Перетворена на вампіра Алукардом під час інциденту в Чедарі.
Серас спочатку не надто вже й сильна — володіє гострим зором, великою фізичною силою, та й усе.
Мила, дещо наївна, неймовірно добра, сором'язлива. Бажаючи залишитися людиною, спочатку відмовляється пити людську кров, що, звісно, не вельми сприятливо позначається на її здоров'ї. Першу кров прийняла від Інтеґри, що змусила дівчину висмоктати в неї кров з ранки на пальці.
До кінця манґи, випивши доброхіть віддану кров Бернадотте, стає справжнім вампіром.
Сейю: Орікаса Фуміко

## "Іскаріот" 13-тий відділ Ватикану

Александр Андерсон

### Александр Андерсон
Александр Андерсон (яп. アレクサンド・アンデルセン) — священик, паладин католицької церкви.
У звичайному житті працює вихователем в притулку. На завданнях — регенератор (людина, заговорена заклинанням регенерації), боєць Іскаріот Католицької церкви.
Фанатик, нетерпимий до іншої віри, вирішує все за допомогою своїх нескінченних ножів. Ненавидить Алукарда, Геллсінґ та протестантів, але виявившись у Лондоні, при цьому проявляє пошану та турботу до Інтеґри.
Зрадив архієпископа Енріко Максвелла, побачивши нелюдяні дії армії хрестоносців, направивши свій відділ на поборювання Дракули (Алукарда). Під час сутички з останнім устромив у себе цвяха Святої Олени (цвях, яким був прибитий до хреста Ісус Христос, був пізніше знайдений імператрицею Оленою, канонізованою Церквою), ставши невмирущим чудовиськом, за змогами рівним Алукарду. Убитий Алукардом.
Уперше з'явився в одній з ранніх хентайних робіт Хірано Коти — Angel Dust.
Сейю: Нодзава Наті

## Останній батальйон Міленіуму

Макс Монтана

Капітан Ганс Ґюнше

### Макс Монтана
Макс Монтана — керівник «Міленіуму». У мандзі більш відомий як Майор, в TV-серіалі не присутній зовсім.
Це невисока огрядна людина в окулярах, любитель смачної їжі та лепського какао, але за личиною добротливого гладуна ховається вкрай жорстокий маніяк. У 92-й главі манґи з'ясовується, що він кіборг.
Сенс його життя — борня, це його єдине задоволення й насолода. Він не переслідує жодної мети, втілюючи в життя лише свої примхи — він знищує в Лондоні тисячі людей, посилає своїх солдатів на вірну смерть проти Алукарда, — голо заради власної втіхи. Він створив «Останній батальйон», що складається з 1000 невмерущих вампірів, аби «вічно упиватися радощами цієї війни. І наступною, і наступною». Він нічого не боїться та нічим не бентежиться. Навіть поразку та смерть він сприймає як невід'ємний складник гарної прі.
Гине в 93-й главі манґи від рук Інтеґри Геллсінґ
Сейю: Тобіта Нобуо

### Капітан Ганс Ґюнше
Капітан Ганс Ґюнше — права рука Монтани, вервольф, неймовірно сильна та небезпечна істота.
Той факт, що Ганс — перевертень, показаний у Hellsing: The Dawn, а в основній мандзі — у вісімдесят четвертій главі.
Посада: Член Міленіуму, служить у чині капітана. Виконує функції особистого охоронця та водія Майора.
Про дитинство Ганса — нам нічого не відомо. Хірано намалював невеличку манґу, в якій діє персонаж — прототип Капітана, де він називається одним із членів «непереможного загону нацистів» та рятує сестру молодого араба від євреїв. Із манґи «Світанок» ми дізнаємося, що під час Другої світової Капітан уже служив у військах СС під проводом майора Монтани як охоронець та особистий водій. У мандзі «Геллсінґ» ми вперше зустрічаємо Капітана в кінці 2 глави 3 тому.

### Ріп ван Вінкль
Лейтенант Ріп ван Вінкль (яп. リップヴァーン・ウィンクル中尉 ріппува:н уінкеру тю:і) — жінка-вампір, один із бойців загону Werewolf. Під час основних подій атакує і бере під свій контроль британський військовий авіаносець. Пізніше стає зрозуміло, що цей хід з боку Майора є лише відволікальним маневром, щоб «Мілленіум» міг вільно розпочати операцію «Морський лев 2». Завжди має при собі мушкета, що стріляє чарівними кулями. Ці кулі здатні саморушно змінювати траєкторію і продовжувати рух навіть після влучання, таким чином уражаючи кілька цілей за один постріл. Піднявшись на велику висоту на експериментальному літаку-розвіднику, Алукард зумів обдурити лейтенанта й звалитися просто на авіаносець прямовисним піке́. У мандзі «Геллсінґ: Світанок» Алукард зударився з Ріп ван Вінкль у Варшаві у часи Другої світової війни. Після нетривалої бесіди Алукард залишив її непритомною.
Лейтенант носить ім'я одного з героїв доробку Вашинґтона Ірвінґа Ріпа ван Вінкля, що полював на звірів з мушкета, але загадковим чином поснув.
Сейю: Маая Сакамото